# Évêque de St Asaph

Le blason du diocèse de St Asaph.

L'évêque de St Asaph (Esgob Llanelwy en gallois, Bishop of St Asaph en anglais) est un prélat anglican de l'Église au pays de Galles. Il est responsable du diocèse de St Asaph, dans le nord-est du pays de Galles, et sa cathédrale est la cathédrale de St Asaph.

## Histoire

Carte des diocèses de l'Église au pays de Galles.

D'après son hagiographie rédigée par Jocelyn de Furness au XIIe siècle, Kentigern de Glasgow aurait fondé un monastère à Llanelwy, dans le Flintshire, dans la deuxième moitié du VIe siècle. Son disciple et successeur Asaph aurait donné son nom à l'abbaye, puis à la ville qui se développe autour. Le premier évêque de St Asaph historiquement attesté est un certain Gilbert (cy), qui est sacré en 1143 par l'archevêque de Cantorbéry Thibaut du Bec.

## Liste des évêques de St Asaph

### Jusqu'à la Réforme
- 1143 – vers 1151 : Gilbert (cy)
- 1152 – 1154 ou 1155 : Geoffroy de Monmouth
- vers 1154-1155 : Richard
- vers 1160-1165 : Geoffroy
- 1175-1181 : Adam le Gallois (en)
- 1183 – vers 1186 : Jean Ier
- 1186 – vers 1224 : Reiner
- 1225 – vers 1233 : Abraham
- 1235 – vers 1241 : Hugues
- 1242-1247 : Hywel ab Ednyfed
- 1249-1266 : Einion Ier (en)
- 1267-1268 : Jean II
- 1268-1293 : Einion II (en)
- 1293-1314 : Llywelyn de Bromfield (cy)
- 1315 – vers 1352 : Dafydd ap Bleddyn (en)
- 1352-1357 : John Trevor (en)
- 1357-1375 : Llywelyn ap Madog (en)
- 1376-1382 : William Spridlington (en)
- 1382-1389 : Lawrence Child
- 1390-1394 : Alexander Bache
- 1395-1402 : John Trevor (en)
- 1402 – vers 1408 : David II
- 1411 – vers 1433 : Robert Lancaster
- 1433-1444 : John Low (en) (transféré à Rochester)
- 1444-1449 : Reginald Pecock (en) (transféré à Chichester)
- 1450-1463 : Thomas Bird (en)
- 1471-1495 : Richard Redman (en) (transféré à Exeter)
- vers 1495 – 1500 : Michael Deacon (en)
- 1500-1503 : Dafydd ab Ieuan ab Iorwerth (en)
- 1503 – 1512 ou 1513 : Dafydd ab Owain (en)
- 1513-1518 : Edmund Birkhead (en)
- 1518-1535 : Henry Standish (en)

### Pendant la Réforme
- vers 1535 – 1536 : William Barlow (en) (transféré à St David's)
- 1536-1554 : Robert Parfew (en) (transféré à Hereford)
- 1556 – vers 1559 : Thomas Goldwell (en)

### De la Réforme à la séparation de l'Église et de l'État
- 1560-1561 : Richard Davies (transféré à St David's)
- 1561-1573 : Thomas Davies (en)
- 1573-1600 : William Hughes (en)
- 1601-1604 : William Morgan
- 1604-1623 : Richard Parry (en)
- 1624-1629 : John Hanmer (en)
- 1629-1646 : John Owen (en)
- 1660-1666 : George Griffith (en)
- 1667-1670 : Henry Glemham (en)
- 1670-1680 : Isaac Barrow (en) (transféré depuis Sodor et Man)
- 1680-1692 : William Lloyd (transféré à Lichfield et Coventry)
- 1692-1703 : Edward Jones (en) (transféré depuis Cloyne)
- 1703-1704 : George Hooper (transféré à Bath et Wells)
- 1704-1708 : William Beveridge
- 1708-1714 : William Fleetwood (transféré à Ely)
- 1714-1727 : John Wynne (transféré à Bath et Wells)
- 1727-1731 : Francis Hare (en) (transféré à Chichester)
- 1732-1735 : Thomas Tanner (en)
- 1736-1743 : Isaac Maddox (en) (transféré à Worcester)
- 1743-1744 : Thomas Tanner (en) (transféré à Lincoln)
- 1744-1748 : Samuel Lisle (en) (transféré à Norwich)
- 1748-1761 : Robert Hay Drummond (transféré à Salisbury)
- 1761-1769 : Richard Newcome (en) (transféré depuis Llandaff)
- 1769-1788 : Jonathan Shipley (en) (transféré depuis Llandaff)
- 1789-1790 : Samuel Hallifax (en) (transféré depuis Gloucester)
- 1790-1802 : Lewis Bagot (transféré depuis Norwich)
- 1802-1806 : Samuel Horsley (transféré depuis Rochester)
- 1806-1815 : William Cleaver (en) (transféré depuis Bangor)
- 1815-1830 : John Luxmoore (en) (transféré depuis Hereford)
- 1830-1846 : William Carey (en) (transféré depuis Exeter)
- 1846-1870 : Thomas Vowler Short (en) (transféré depuis Sodor et Man)
- 1870-1889 : Joshua Hughes (en)
- 1889-1920 : A. G. Edwards (en)

### Depuis la séparation de l'Église et l'État
- 1920-1934 : A. G. Edwards (en) (également archevêque du pays de Galles de 1920 à 1934)
- 1934-1950 : William Havard (en) (transféré à St David's)
- 1950-1971 : David Bartlett (en)
- 1971-1981 : Harold Charles (en)
- 1981-1999 : Alwyn Rice Jones (en) (également archevêque du pays de Galles de 1991 à 1999)
- 1999-2008 : John Davies (en)
- depuis 2009 : Gregory Cameron (en)